# Liceo Francés de Sevilla
El Liceo Francés de Sevilla (en francés: Lycée français de Séville) es una escuela francesa que acoge a alumnos desde los 2 años hasta la clase de Terminale en Sevilla, España. Está aprobado por el Ministerio de Educación francés para todas las clases de primaria, collège y lycée. Está gestionado por la Mission Laïque Française (MLF).

## Historia
El Lycée Français International de Sevilla abrió sus puertas en 2008como escuela de empresa (Renault/Airbus). Inicialmente estuvo ubicado en el cruce de la Avenida Torneo y la Calle Baños. En 2015, se trasladó al Edificio de la Prensa en la Avenida Carlos III.

## Ubicación
Desde 2015, el Lycée Français International de Sevilla está ubicado en el Edificio de la Prensa, en la isla de La Cartuja, al noroeste de Sevilla, cerca del Guadalquivir. El Edificio de la Prensa es uno de los edificios construidos para la Exposición Universal de Sevilla de 1992. Era un edificio para acoger a los periodistas de todo el mundo que cubrían el acontecimiento.

## Educación
El Lycée Français International de Sevilla se centra en el aprendizaje de tres idiomas: francés, español e inglés. 
La escuela imparte el currículo francés, así como literatura e historia-geografía en español. Preparan los diplomas franceses: el diplôme national du Brevet y el diplôme national du Baccalauréat.
El Lycée Français International de Sevilla tiene una sección europea en inglés.